# コミの原生林
コミの原生林（コミのげんせいりん）は、ロシア連邦コミ共和国内のウラル山脈北部に存在する世界遺産登録物件。その面積32,800 km2 は、ヨーロッパの原生林としては最大級である。
コミの原生林はウラル山脈のタイガとツンドラのエコリージョンに属する。多く見られるのはシベリアトウヒ、シベリアモミ、シベリアカラマツなどの針葉樹林で、ポプラ林、カバノキ林、泥炭地、河川、湖もある。最も目立つ部類の哺乳類は、トナカイ、クロテン、ミンク、ユキウサギなどである。
この一帯は、ロシアのペコラ＝イリチ自然保護区（Pechora-Ilych Nature Reserve）とユグド＝ヴァ国立公園（Yugyd Va National Park）にあたっている。登録は1995年のことで、ロシアでは初の自然遺産だった。この登録は、国外からの追加融資を呼び込み、当時差し迫っていたフランス企業（HUET Holding）による伐木搬出の計画からこの地の自然を守ることにつながった。しかし、自然への脅威は去ったわけではなく、とりわけ違法な伐採や金の採鉱などが問題となる。ユグド＝ヴァ国立公園北部に眠る金鉱は、1995年以前から採掘されていた。
世界遺産に登録されているにもかかわらず、コミ共和国の元首や自然省の大臣によって、金の採掘は盛んにロビー活動の対象になっている。しかし、世界遺産登録地の境界線を動かし、金の豊富な埋蔵地を登録対象外にすることで、保護対象からも外そうとするコミ政府の試みは、コミの最高裁判所によって斥けられた。

## 登録基準
この世界遺産は世界遺産登録基準のうち、以下の条件を満たし、登録された（以下の基準は世界遺産センター公表の登録基準からの翻訳、引用である）。
- (7) ひときわすぐれた自然美及び美的な重要性をもつ最高の自然現象または地域を含むもの。
- (9) 陸上、淡水、沿岸および海洋生態系と動植物群集の進化と発達において進行しつつある重要な生態学的、生物学的プロセスを示す顕著な見本であるもの。